# Don Juan Triumphant
Il Don Juan Triumphant (Don Giovanni Trionfante) è un'opera lirica immaginaria scritta dal protagonista de Il fantasma dell'Opera, romanzo francese di Gaston Leroux, ma presente anche nel musical di Andrew Lloyd Webber.

## Nel romanzo
Nel romanzo il Don Juan Triumphant è l'opera su cui il Fantasma dell'Opera lavora incessantemente ogni giorno della sua vita. Egli fa della conclusione dell'opera l'unico scopo della sua esistenza, tanto da dire che una volta compiuta potrà morire in pace portandosi addirittura lo spartito nella tomba.
Nel corso del romanzo il Fantasma dice spesso che la sua opera è ispirata al Don Giovanni di Mozart e probabilmente ne riprende alcuni personaggi, anche se non è chiaro se si tratti di un seguito della storia in esso raccontata. 
Nella celebre scena in cui Christine gli toglie la maschera e scopre così la sua deformità, il Fantasma le grida con un certo sarcasmo che lui è come il vero Don Giovanni: una volta che una donna vede il suo reale volto, deve necessariamente amarlo.
In seguito a questa situazione, e dopo che Christine gli avrà detto per pietà di non essere terrorizzata da lui, il Fantasma sembra diventare preda di una folle urgenza nel terminare l'opera, come se effettivamente lui vedesse nell'amore di Christine la possibilità di cambiare vita; poco prima degli eventi conclusivi del romanzo, Erik riesce a completare l'opera.
Sul finire della vicenda, prima di lasciarla andare via, il Fantasma chiede a Christine di tornare nel suo rifugio sotterraneo dopo la sua morte per poter seppellire il cadavere del fantasma insieme allo spartito: così, tranne Christine, nessuno potrà mai leggerlo.

## Nel musical
Nel musical The Phantom of the Opera di Andrew Lloyd Webber il "Don Juan Triumphant" è l'elemento portante del Secondo Atto.  
Dopo l'entr-acte vi è un gran ballo in maschera per celebrare l'anno nuovo nel foyer dell'Opéra Garnier. La scena comincia con un gran numero di persone in costume che danzano finché la musica sfuma verso una melodia inquieta sinistra. Alla fine della canzone infatti il ballo viene interrotto dall'arrivo del fantasma, giunto per portare agli impresari André e Firmin lo spartito di un'opera da lui scritta, il "Don Juan Triumphant" che egli impone ai proprietari dell'Operà di mettere in scena, con Christine come protagonista. Dà inoltre precise indicazione sui ruoli e il modo di interpretarli, insultando pesantemente Piangi e Carlotta. Firmin e André, memori del disastro del lampadario avvenuto nell'atto I, decidono di mettere in scena l'opera per non far infuriare il Fantasma.
Successivamente si assiste a una prova di coro dell'opera, durante la quale Ubaldo Piangi non riesce a stare al passo con ritmo e tonalità e Carlotta critica aspramente l'opera, troppo bizzarra e sguaiata per i suoi gusti. Madame Giry le chiederà se è tanto coraggiosa da ripetere il suo giudizio in presenza del Fantasma. Effettivamente, quando sarà messa in scena, l'opera risulterà volutamente sgraziata e dissonante rispetto a quelle portate sul palco fino a quel momento, poiché essa è in realtà parte del piano ordito dal Fantasma per far sua Christine.
Durante la rappresentazione il Fantasma strangola Piangi prendendone di fatto il posto e duettando con Christine il brano The Point of No Return, durante il quale il Fantasma dichiara il suo amore alla giovane soprano. Alla fine del duetto ella però gli strapperà dal volto la maschera, mostrando ai presenti le deformità del geniale musicista. 
Quando le quinte crollano il cadavere del vero attore Don Juan è rivelato al pubblico che, inferocito, dà la caccia al fantasma (Down Once More/Track Down This Murderer).

### Trama
Nel musical assistiamo a una scena dell'opera, dalla quale si può desumere quantomeno la trama del primo atto.
Don Juan, un libertino la cui anima è già da tempo condannata alle pene dell'inferno, è preso dal folle desiderio di possedere la vergine Aminta, che però non intende per nulla al mondo concedersi a lui. Per tenderle una trappola, Don Juan fa imbandire dal suo amico Passirino una favolosa cena a cui è invitata anche la ragazza; al suo arrivo però Don Juan si sostituisce a Passirino indossandone le vesti; in questo modo Aminta è ingannata e pensa di parlare col padrone di casa, quando invece sta parlando con il suo spasimante.
Tra i due c'è quindi un duetto nel quale l'uomo tenta di convincere la ragazza a "passare il punto di non ritorno", ossia a concedersi a lui, assicurandole di provare reali sentimenti. La ragazza, in realtà innamorata del vero Passirino, pian piano confessa i suoi desideri e decide di concedersi a lui.

## NeIl fantasma di Manhattan
Il romanzo Il Fantasma di Manhattan, scritto nel 1999 da Frederick Forsyth, è un sequel tanto del romanzo quanto del musical; la trama si sviluppa prendendo elementi tanto dall'uno quanto dall'altro.
Nel caso del Don Juan Triumphant, l'autore prende per buono che sia stato rappresentato una sola volta (quella del musical), e che poi sia stato bollato come portasfortuna e dimenticato in fretta. Il Fantasma comporrà però una nuova opera, chiamata L'angelo di Shiloh, che sarà interpretata da Christine a New York ottenendo un grandissimo successo di pubblico e critica.